# Jaco Peyper
Jaco Peyper és un àrbitre de rugbi que representa la Federació sud-africana de Rugbi.
Peyper ha estat un dels àrbitres amb una trajectòria més exponencial en el món del rugbi. Feu el seu debut el 2008 quan encara no havia arribat als 30 anys. L'any 2011 fou un dels àrbitres que va arbitrar el campionat del món junior de rugbi a Itàlia.
A partir de 2012, Peyper ha arbitrat partits internacionals, començant per la gira escocesa a Oceania d'aquell any així com partits del The Rugby Championship. El 2015 és designat àrbitre de la Copa del Món de Rugbi.